# Cocoa
Cocoa是苹果公司为macOS所创建的原生面向对象的应用程序接口，是Mac OS X上五大API之一（其它四个是Carbon、POSIX、X11和Java）。
Cocoa应用程序一般在苹果公司的开发工具Xcode（前身为Project Builder）和Interface Builder上用Objective-C写成。不过，通过Java bridge、PasCocoa、PyObjC、CamelBones以及RubyCocoa等桥接技术，Java、Clozure CL、LispWorks、Object Pascal、Python、Perl、Ruby等其它工具或者语言也可以用来开发Cocoa应用。也有一些其它语言的Cocoa实现无须桥接，比如苹果公司开发的MacRuby和类似Lisp的Nu语言。不使用Xcode和Interface Builder，仅仅通过文本编辑器、GCC和GNU make工具也可以用Objective-C语言开发Cocoa应用。
对最终用户来说，使用Cocoa编程环境开发的应用程序即为Cocoa應用程式。这类应用有独特的外观，因为Cocoa编程环境让程序在多方面自动遵循苹果公司的人机界面守则。

## Cocoa历史
Cocoa是从1980年代由NeXT开发的编程环境NeXTSTEP和OPENSTEP演变而来，這點可由其類別之名皆以NS前綴（代表NeXTSTEP）看出端倪。苹果电脑公司在1996年12月收购了NeXT。开发NeXTSTEP和OPENSTEP的大量工作都转化到了Mac OS X中，最显而易见的部分当属Cocoa。但差异也存在。例如，NeXTSTEP和OPENSTEP使用Display PostScript实现文字和图形的屏幕显示，而Cocoa依赖苹果的Quartz（基于PDF的绘图模型）。
Cocoa这个名词曾经被用来称呼一款帮助儿童创建多媒体工程的应用程序。随后该应用停产。该名称被用作现在的用途。

## 内存管理
Cocoa环境的一个特点是它可以管理动态分配的内存。Cocoa中绝大部分类的基类都是NSObject，它实现了引用计数的内存管理模型。从NSObject继承的类可以响应retain和release消息，以增减其引用计数；也可以通过发送retainCount消息来获取其引用计数。一个以alloc，copy或Objective-C 2.0中增加的new所创建的对象的引用计数为1；向对象发送retain消息会将计数加1，而发送release消息则会将计数减1。若对象的引用计数减少到了0，则它会被销毁。dealloc消息类似于C++中的析构函数，在对象被销毁之前可能会被调用，但系统不保证会发送该消息。这种引用计数的模型与微软的COM中的IUnknown接口特性十分相似，它提供了AddRef和Release接口，与retain和release对应。
从Objective-C 2.0开始，Objective-C运行时实现了可选的垃圾收集器。若垃圾收集的特性被激活，则运行时会将引用计数相关的操作，例如“retain”和“release”，变为无操作。iOS上的Objective-C 2.0实现中不包含垃圾收集器。垃圾收集器运行在一个低优先级的后台线程中，并可以在用户动作时暂停，从而保持良好的用户体验。

## 主要框架
Cocoa包含三个主要的Objective-C对象库，称为“框架”。框架的功能类似于动态库，即可以在运行时动态的载入应用程序的地址空间，但框架作为一个捆绑而非独立文件，其中除了可执行代码外，也包含了资源，头文件和文档。
- “Foundation工具包”，或简称为“Foundation”，首先出现在OpenStep中。在Mac OS X中，它是基于Core Foundation（英语：Core Foundation）的。作为通用的面向对象的函数库，Foundation提供了字符串，数值的管理，容器及其枚举，分布式计算，事件循环，以及一些其它的与图形用户界面没有直接关系的功能。其中用于类和常数的“NS”前缀来自于Cocoa的来源，NeXTSTEP。它可以在Mac OS X和iOS中使用。

- “应用程序工具包”，或称AppKit（Application Kit）是直接衍生自NeXTSTEP的AppKit的。它包含了程序与图形用户界面交互所需的代码。它是基于Foundation建立的，也使用“NS”前缀。它只能在Mac OS X中使用。

- “用户界面工具包”，或称UIKit（User Interface Kit），是用于iOS的图形用户界面工具包。与AppKit不同，它使用“UI”的前缀。

Cocoa构架的一个关键部分是其多样的视图模型。总体而言，它是基于由Quartz提供的PDF绘制模型的，该特性允许使用PostScript绘制自定义图形内容，同时也自动的支持了打印机以及类似设备。由于Cocoa框架管理了全部的绘图操作，例如裁剪，滚动，缩放等，程序员可以不再重复实现基础的功能，而可以集中于提供程序的关键功能上。

## 模型-视图-控制器
施乐帕罗奥多研究中心的Smalltalk开发小组最终发明了一种可以简化开发过程，提高代码重用率的设计哲学，即“模型-视图-控制器”模式（MVC）。这种模式将应用程序分为三个可以交互的对象集，即模型，视图和控制器。其中，模型类代表原始数据，例如文档、设置、文件、内存中的对象等，视图是模型中数据的可视化表现，而控制器类则包含了将模型和其对应视图连接起来的逻辑，并保持前二者的状态同步。
Cocoa的设计遵循了严格的MVC原则。在OpenStep下，绝大多数的类要么是高层的视图类（AppKit），或者是相对底层的模型类（Foundation）。与类似的MVC系统相比，OpenStep没有强的模型层，例如它不包含表示“文档”的存储类。在向Cocoa迁移的过程中，模型层被大大扩展了，引入了一系列的类，它们提供了一些桌面程序所需的常用功能。
在Mac OS X 10.3中，苹果引入了NSController系列类以提供预定义的控制器层。这些类是Cocoa绑定系统的一部分，该系统也允许使用类似键-值-观测器和键-值-绑定协议来对其进行扩展。其中，“绑定”的概念表明两个对象（通常是视图和控制器）之间的关系。绑定使得开发者可以集中于定义这种关系，而不是编写大量的“胶水代码”来实现这些关系。
在Mac OS X 10.4中，苹果引入了Core Data框架，进一步扩展了这种概念。Core Data标准化了对更改的追踪和模型层的保存行为。因此，该框架大大简化了改变应用程序数据，撤销更改，在磁盘中保存和读取数据的过程。
通过提供对MVC模型中全部3层的框架支持，苹果的目的在于减少程序员所需编写的“胶水代码”量，以解放这些资源而用于程序的真正特性。

## 动态绑定
在多数面向对象的编程语言中，调用方法是由直接调用内存中一段固定的代码实现的。由于这种方法需要预定义的处理命令的类，因而限制了程序的设计，通常采用责任链模式作为其设计模式。虽然Cocoa在多数地方仍然采用这种方式，但通过Objective-C的动态绑定特性增加了更多设计的自由性。
在Objective-C中，消息由selector所代表，其为描述需要调用的方法的一个字符串。在发送消息时，该selector被送入Objective-C运行时中，在可用方法列表中寻找对应的方法，然后调用该方法的实际实现。由于selector只是文本数据，因此它可以保存在文件中，通过网络或在进程间传输，或以其它方式进行操作。方法的实现是在运行时查找的，而非编译时。这样的做法会造成一些性能损失，但动态绑定允许相同的selector代表不同的实现。
利用这些特性，Cocoa提供了一种通用的数据管理技术，称为键-值编码(KVC)。这种技术允许对象的数据或属性可以在运行时通过其键名进行查找，其中，属性的名称即为其值的键名。在静态语言中，这样的做法是不可能的。KVC大大的增加了设计的自由度：通过KVC，无需知道对象的类型即可访问其属性或数据。另外，利用键-值-观测器（KVO）技术和NSUndoManager类，可以提供自动的撤销/重做支持。

## Rich objects
Cocoa中最有用的特性是系统提供的强大的“基础对象”，例如Foundation中的NSString和NSAttributedString类，提供了Unicode字符串的支持；而AppKit中的NSText系统则允许程序员在GUI中放置字符串对象。
NSText及其相关类是用于显示和编辑字符串的。这些对象允许程序实现简单的单行文本框，也可以实现完整的多页，多栏文本显示方案
，方案同时可以提供支持完整的专业排版特性，例如压缩字符，合字，环绕形状的文字，旋转，完整的Unicode支持和反锯齿字形渲染。段落格式可以自动控制或由用户自定义；可以使用内建的“ruler”对象附加到任何文本视图上。这些类也有自动拼写检查特性，该特性使用一个由所有程序共享的字典。另外，也允许无限制数量的撤销/重做操作。只使用内建的特性，任何人都可以只用不到10行代码写出一个具备上述特性的文本编辑器，而若使用Cocoa绑定，甚至可以不用写一行代码。
若需要对已有特性进行扩展，Objective-C中的类别特性使得这项操作变得相当容易。通过类别可以直接对已有类进行功能添加，而无需对其进行更改或获得其源代码。一般而言，这样的目的需要通过继承原有的类并修改原有的代码，将原有的类以新的子类代替来完成。

## 实现
Cocoa本身由Objective-C语言写成，因此Objective-C是开发Cocoa应用的首选语言。虽然也提供Java到Cocoa的绑定，但是在开发者中并未得到广泛采用。而且，由于使用桥接机制，Java的绑定并不能全面利用Cocoa的所有功能。2005年，苹果公司宣布Java的Cocoa绑定在Mac OS X 10.4和之后版本中属被废弃的技术。換句話說，Cocoa  API中可能會逐漸出現不支援Java的功能。
作为Xcode一部分的AppleScript Studio工具允许用户和开发者用AppleScript编写一些简单的Cocoa应用。第三方实现的绑定有Clozure CL、LispWorks、PyObjC（Python）、RubyCocoa（Ruby）、CamelBones（Perl）、Cocoa#、Monobjc（C#）和NObjective（C#）。Nu语言直接使用Objective-C的对象模型，所以无须绑定就可以调用Cocoa API。
也有开源项目把Cocoa的大部分在其它操作系统上实现（包括Windows），从而使开发跨平台的Cocoa应用成为可能。比如GNUstep和Cocotron。